# 基斯·索尼尔
基斯·索尼尔（英語：Keith Sonnier，1947年7月31日—2020年7月18日），美国后极简主义者、行为艺术家、影像和灯光艺术家。他是1960年代将灯光运用于雕塑的首批艺术家之一，也是过程艺术运动的参与者。

## 生平
1963年毕业于路易斯安那大学拉斐特分校人类学专业，后前往巴黎，1966年回到美国。他随后在纽约开展艺术生涯，1968至1970年间创作了“Ba-O-Ba”和“Neon Wrapping Incandescent”等作品。索尼尔的作品不采用青铜、颜料等传统材料，而是利用了地板和墙面，并加入霓虹灯、玻璃来表现反光。有时他的作品也添加一些被挤压的材料。他曾称挑选这些过去被排除在艺术材料大门之外的材料，是为了“从心理上唤醒某些感觉”，并说自己的作品属于“有一些反文化”的类型。

## 延伸阅读
- 西方灯光的艺术溯源（页面存档备份，存于）
- Keith Sonnier printmaking collection（页面存档备份，存于）